# 陈燕平
陈燕平（1966年1月7日—），中国男子田径运动员。他曾获得1990年亚洲运动会男子三级跳远金牌。他也曾参加1988年夏季奥运会和1992年夏季奥运会。